# Atlas of Peculiar Galaxies

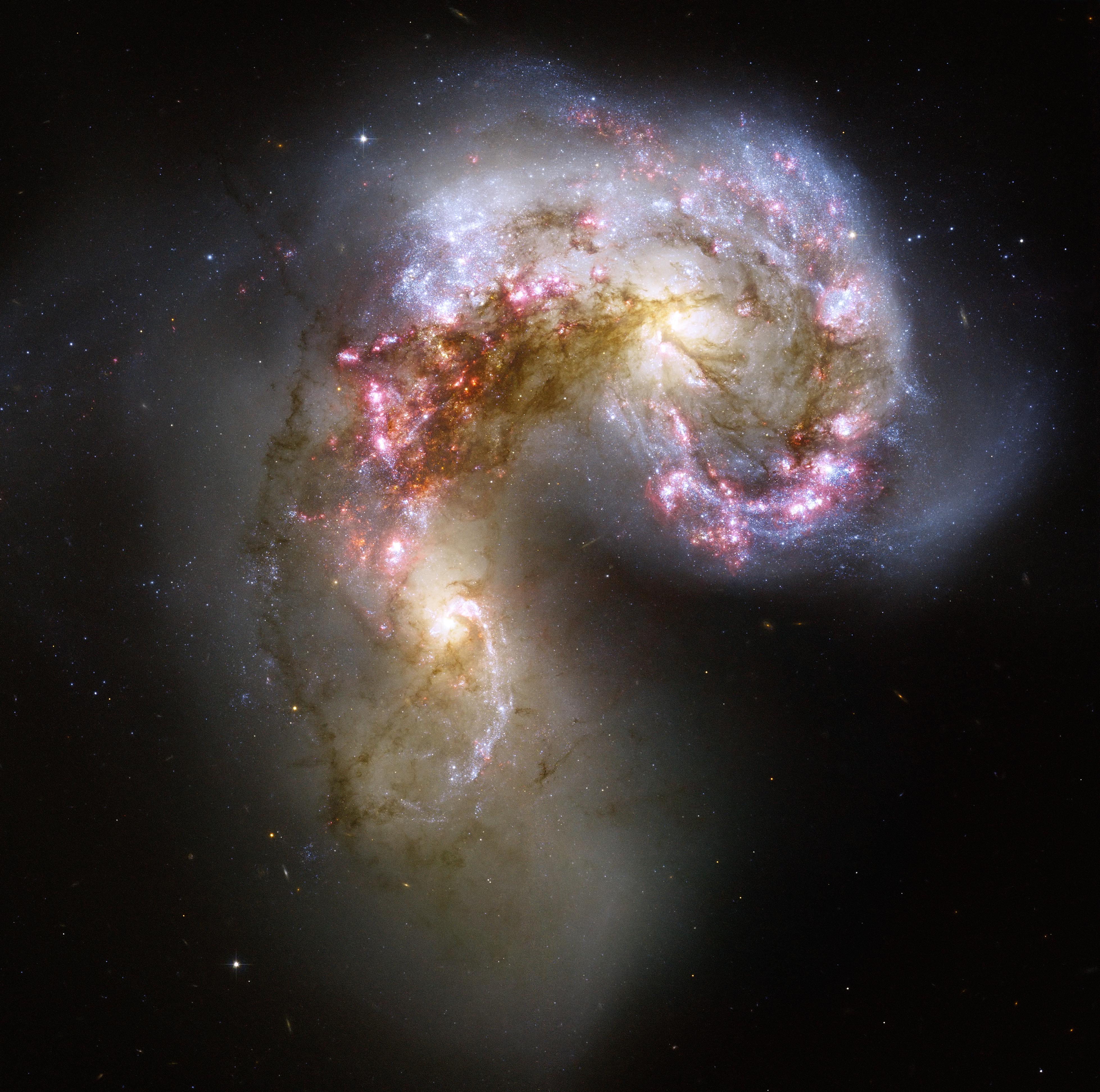
Het Antennestelsel (Arp 244)

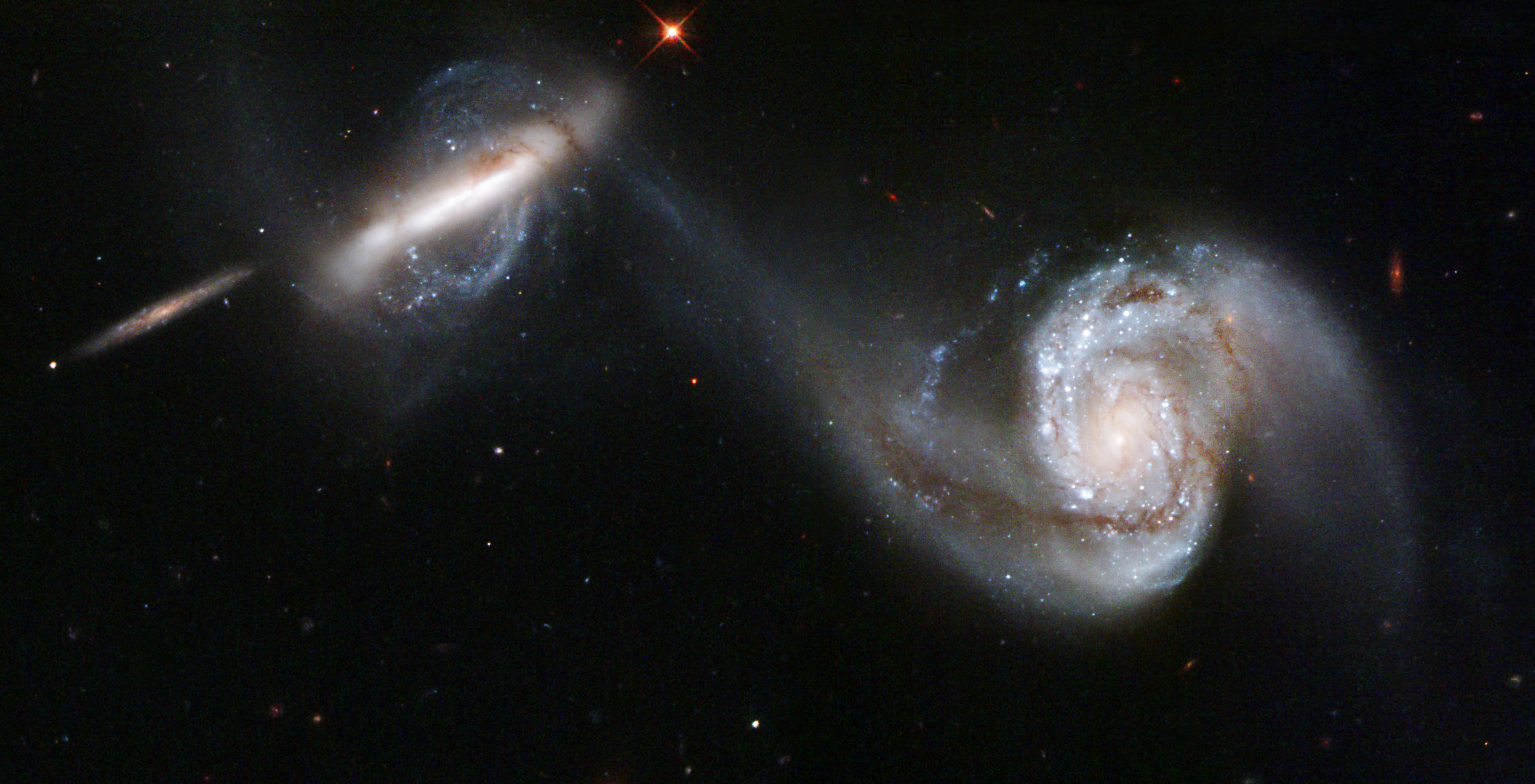
Botsende spiraalvormige sterrenstelsels NGC 3808A en NGC 3808B (Arp 87).

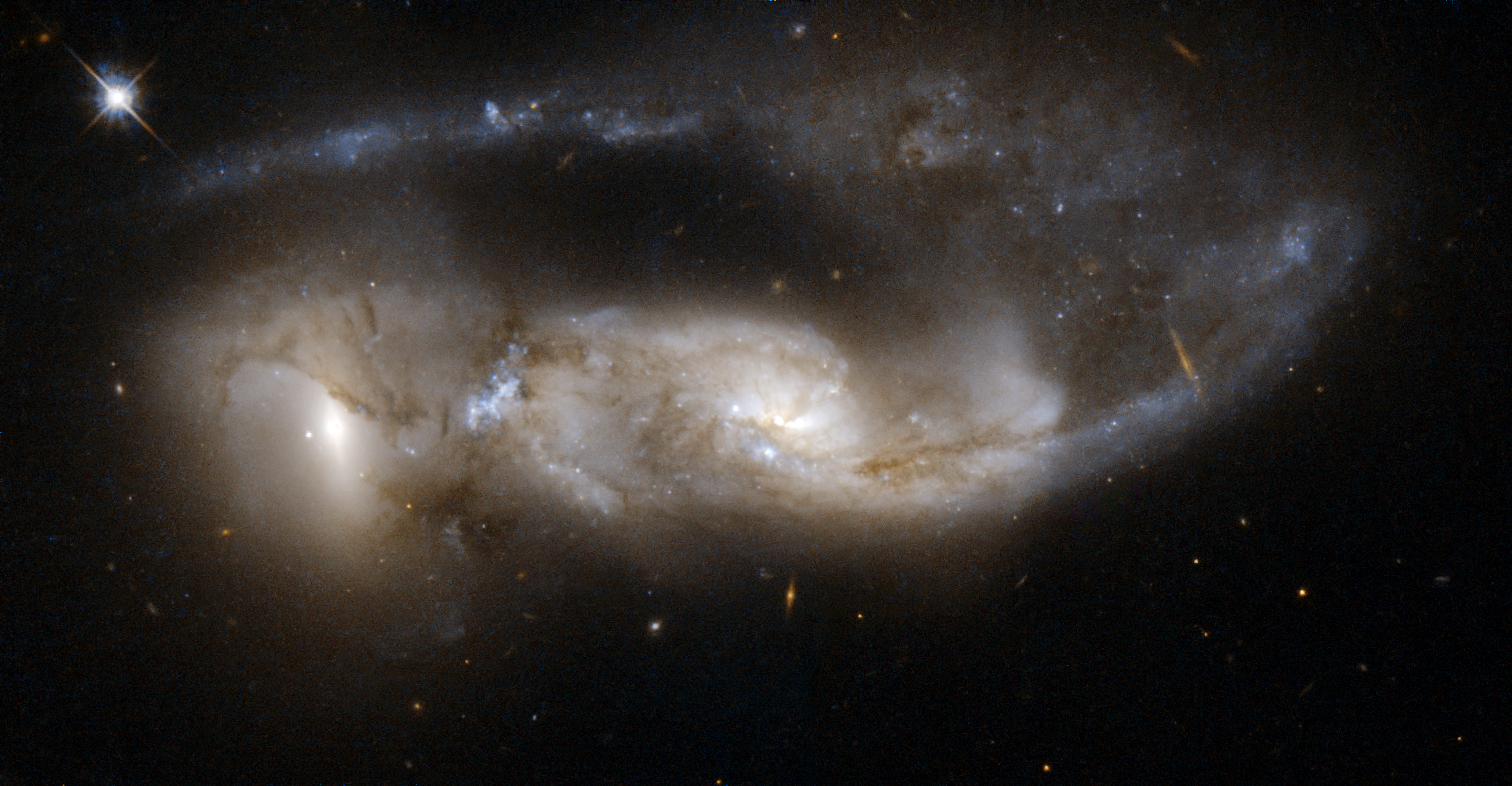
NGC 6621/NGC 6622 (Arp 81), twee spiraalvormige sterrenstelsel 100 miljoen jaar na hun fusie.

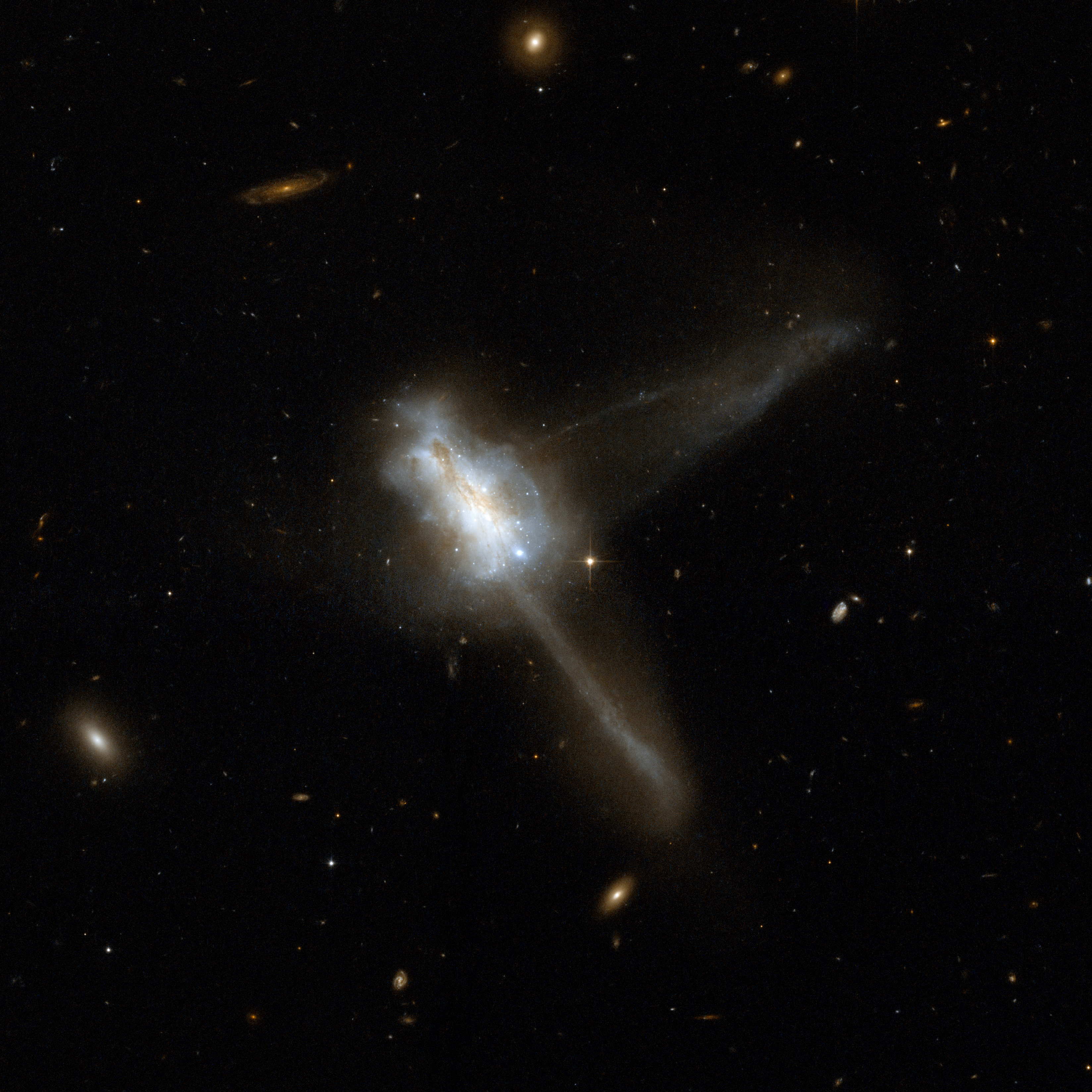
IC 883 (Arp 193), restant van twee botsende sterrenstelsels.

De Atlas of Peculiar Galaxies (Nederlands: Atlas van Merkwaardige Sterrenstelsels) is een catalogus van merkwaardige sterrenstelsels gemaakt door Halton Arp. In de catalogus worden in totaal 338 sterrenstelsels beschreven. De catalogus werd oorspronkelijk gepubliceerd in 1966 door het California Institute of Technology. Het hoofddoel van de catalogus was om foto's van verschillende eigenaardige sterrenstelsels te presenteren.
De catalogus is geen compleet overzicht van alle eigenaardige sterrenstelsels in het heelal, maar in plaats daarvan toont de catalogus voorbeelden van de verschillende fenomenen, waargenomen in nabije sterrenstelsels. Omdat er toentertijd weinig bekend was over de fysische processen die de verschillende vormen veroorzaakten, werden de sterrenstelsels in de catalogus gesorteerd op basis van hun uiterlijk. 
De objecten 1 t/m 101 zijn individuele eigenaardige spiraalvormige sterrenstelsels of spiraalvormige sterrenstelsels die met kleinere sterrenstelsels op elkaar inwerken, objecten 102 t/m 145 zijn elliptische sterrenstelsels, objecten 146 t/m 268 zijn overige soorten individuele sterrenstelsels, objecten 269 t/m 327 zijn dubbele sterrenstelsels en de objecten 332 t/m 338 zijn sterrenstelsels die niet tot een van bovenstaande groepen behoort.

## Opmerkelijke Arpsterrenstelsels
| Arpnummer | Naam                    | Schijnbare magnitude | Opmerkingen                                 |
| --------- | ----------------------- | -------------------- | ------------------------------------------- |
| 26        | Windmolenstelsel (M101) | +7,5                 | spiraalvormig sterrenstelsel                |
| 37        | Messier 77              | +8,9                 | radio-sterrenstelsel                        |
| 41        | NGC 1232                | +9,8                 | spiraalvormig sterrenstelsel                |
| 76        | Messier 90              | +9,5                 | spiraalvormig sterrenstelsel                |
| 77        | NGC 1097                | +9,5                 |                                             |
| 85        | Draaikolknevel (M51)    | +8,4                 |                                             |
| 116       | Messier 60              | +8,8                 | botsende sterrenstelsels                    |
| 152       | Virgo A (M87)           | +8,6                 | elliptisch sterrenstelsel                   |
| 153       | Centaurus A (NGC 5128)  | +6,6                 |                                             |
| 188       | Kikkervisstelsel        | +14,4                | sterrenstelsel aan het afronden met fuseren |
| 242       | NGC 4676                | +14,7                | botsende sterrenstelsels                    |
| 244       | Antennestelsel          | +10,3                | Starburststelsel                            |
| 317       | Messier 65              | +9,2                 | spiraalvormige sterrenstelsels              |
| 319       | NGC 7320                | +15                  | botsende sterrenstelsels                    |
| 337       | Sigaarstelsel (M82)     | +8,6                 | Starburststelsel                            |